# Club de Deportes Iquique (femenino)
Deportes Iquique Femenino es la rama femenina del club de fútbol chileno del mismo nombre, radicado en la ciudad de Iquique, en la Región de Tarapacá.
Esta rama fue creada en el año 2019 para la participación del torneo de aquel año de la Primera División de fútbol femenino de Chile, máxima categoría del fútbol femenino profesional en Chile, y organizada por la Asociación Nacional de Fútbol Profesional (ANFP), en base al club Colegio Deportivo Iquique, que participaba en la misma categoría.

## Jugadoras

### Altas 2025
| Jugadora           | Posición      | Procedencia               | Tipo |
| ------------------ | ------------- | ------------------------- | ---- |
| Sofía Calbucura    | Portera       | Huachipato                |      |
| Diana Díaz         | Defensa       | Colo-Colo                 |      |
| Khishna Contreras  | Mediocampista | Universidad de Concepción |      |
| Karen Coloma       | Mediocampista | Universidad de Concepción |      |
| Francisca Castillo | Mediocampista | Cobreloa Futsal           |      |
| Melissa Espina     | Mediocampista | Audax Italiano            |      |
| Yessenia Huenteo   | Delantera     | Universidad de Chile      |      |
| Jhoagny Contreras  | Delantera     | Deportivo Táchira         |      |

### Bajas 2025
| Jugadora          | Posición      | Destino          | Tipo |
| ----------------- | ------------- | ---------------- | ---- |
| Isabella Grinberg | Portera       | Unión San Felipe |      |
| Karen Hermosilla  | Defensa       | Cerro Porteño    |      |
| Francisca Araya   | Defensa       | Bandera de ?     |      |
| Luján Ocampos     | Mediocampista | Bandera de ?     |      |